# Alloophorus robustus
Alloophorus robustus – gatunek ryby z rodziny żyworódkowatych (Goodeidae), jedyny przedstawiciel rodzaju Alloophorus.